# 小学生レスラー
小学生レスラー（しょうがくせいレスラー）は、日本で活躍する現役小学生によるプロレスラー。
我闘姑娘とアイスリボンやレアルルチャリブレの所属選手が代表的である。暗黒プロレス組織666、NEO女子プロレス、スターダムでも所属していた。ほとんどの選手は高学年進級や中学校進学などで引退している。

## 選手
主に女子の小学生レスラーのコスチュームは、一般的な女子プロレスのそれとは違い、露出度の少ない服装で参戦する。各団体の、小学生レスラーのコスチュームの違いは以下の通り。

### 我闘姑娘及びアイスリボン

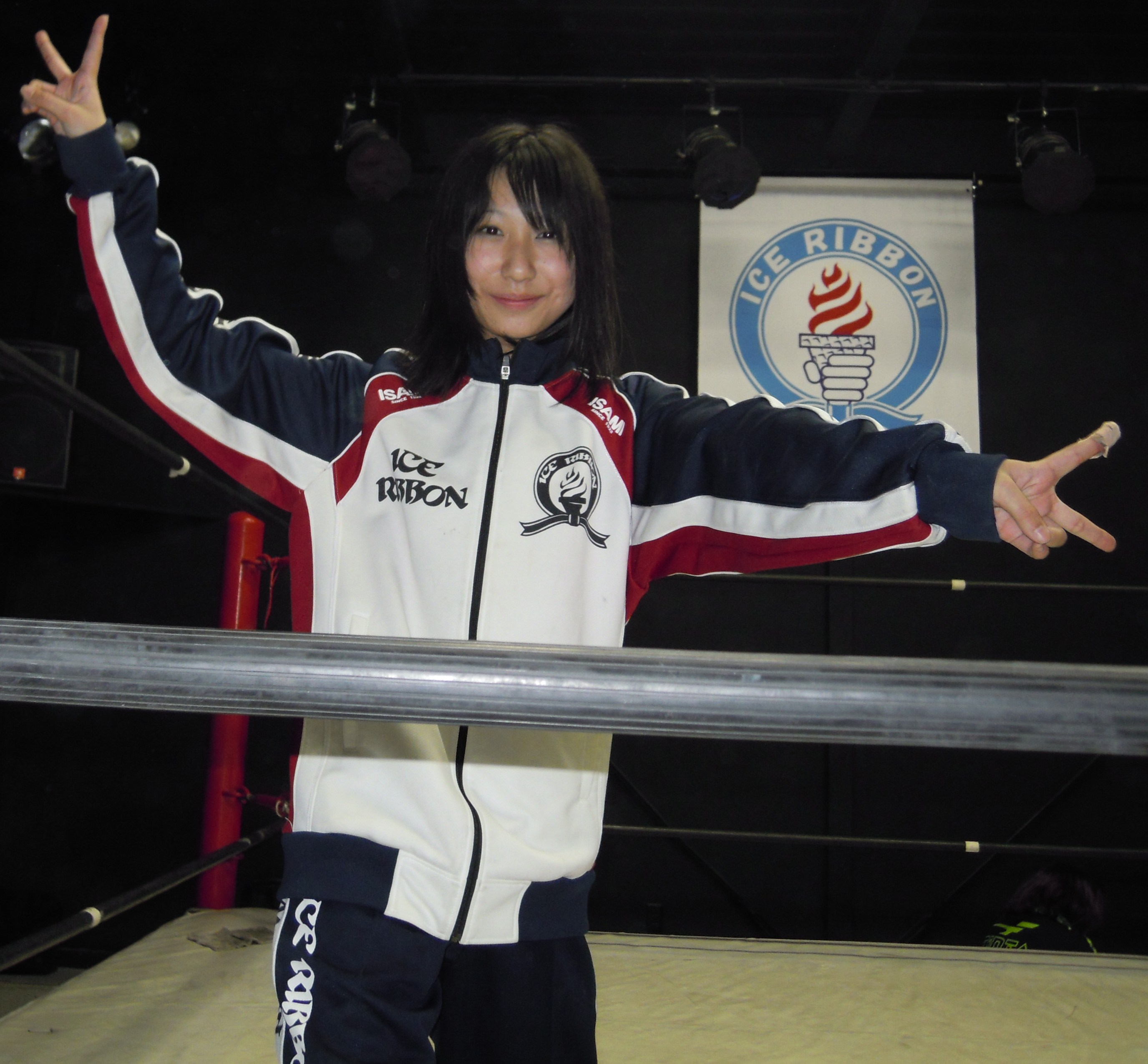
里歩

小学生レスラーの在籍数が最も多い我闘姑娘（解散）、アイスリボンでは、統一されたリングコスチュームも存在するが、様々な私服と思われるコスチュームを着用していることもある。その中で、ひなた、きのこは、概ねノースリーブにスカート、黒いアンダーパンツという出立ちである（上衣の色はさまざま）。また、2006年4月に中学生になったあいかについても、同じコスチュームが使用されている。全員スカートを穿いているが、その下にアンダーパンツを穿いている。「さくらえび・きっず」出身者の統一コスチュームと考えることもできる。アンダーパンツの長さは選手によって違い、ひなたやあいかのように、ほぼ水着と同じくらいの長さものもあれば、半ズボン程度の長さのものもある。アンダーパンツの色は黒一色のみである。
そのアイスリボンでも選手の進級や引退などで、小学生は里歩（小学校6年生・アイスリボン生え抜き）のみとなり、りほも2010年に中学校に進級するが、2010年に入り、練習生として2人の小学生が入門している。しかし、以降の新人は中学生以上でデビューしており、2015年現在、小学生レスラーは在籍していない。

### スターダム

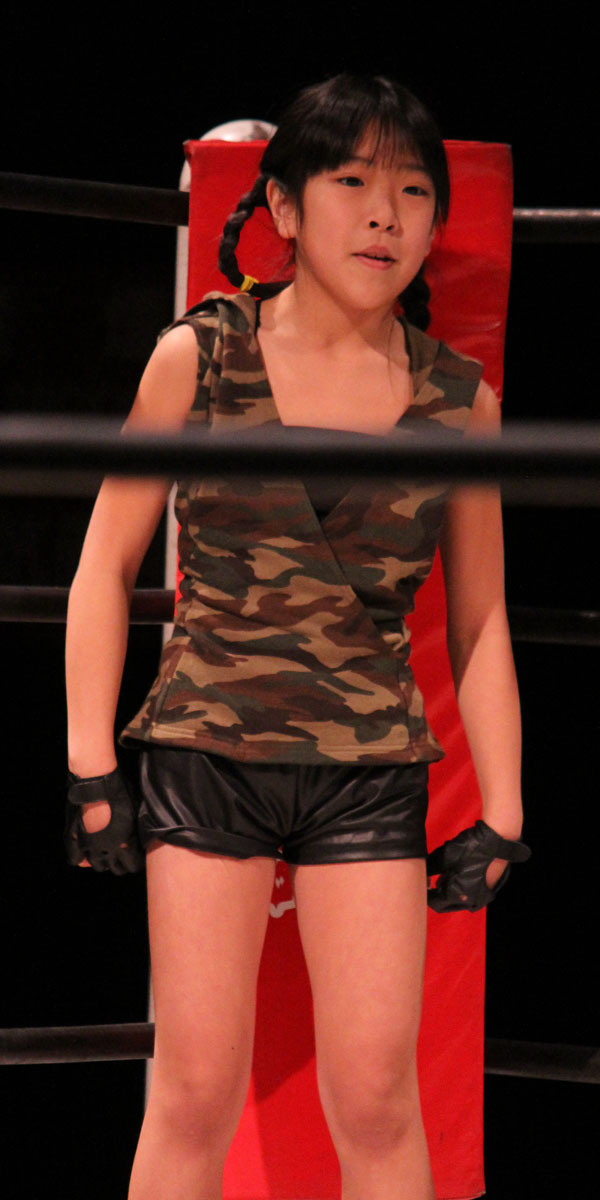
あずみ

スターダムでは、中学生以下のレスラーを「キッズ・ファイター」としてカテゴライズしている。2011年の旗揚げ時には夢（はるか）が在籍していた。夢は休業に入っているが、2013年にキッズ第2号としてあずみ（現 : AZM）がデビューした。コスチュームはいずれも私服。

### 暗黒プロレス組織666
ラム会長。666シャツ、迷彩パンツ、顔は白塗りに目と口を黒塗りのゴシック系。一度引退するも2016年現役復帰。

### NEO女子プロレス
田辺優（引退）。ピンクの柔道着という極めてシンプルなコスチューム。

### レアルルチャリブレ
翔龍。レアルルチャリブレ唯一のハイフライヤー。2019年12月8日、小学6年生でプロデビュー。2022年には前九州無差別級王者＆WOW世界ヘビー級王者のKAZEとのシングルマッチも経験。
2023年2月にレアル·ルチャ·リブレを卒業。

### その他のプロレス団体

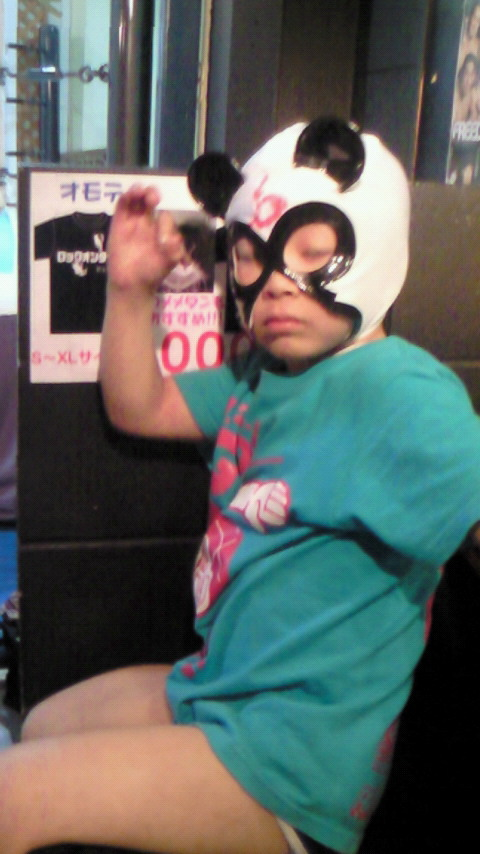
ミスター6号

スポルティーバエンターテイメントに在籍しているミスター6号は、日本プロレス史上最年少となる4歳でデビューしている。コスチュームはレスリングのシングレット。
長尾しもんは正式なレスラーではないが、日本国内でのプロレス史上最年少タイトル保持者である。（DDTプロレスリング）

## 試合の特徴

### 特徴を生かした闘い方
小学生レスラーは、大人のレスラーに比べて体が小さく、体が柔らかい特徴があるため、その特徴を生かして試合を行うことが多い。大人のレスラーと小学生レスラーが闘う場合、リングの上をすばしこく逃げ回る展開が多用される。
体の柔らかさを生かして、関節技からはたやすく逃れることができる。このため、小学生レスラー同士の戦いで、関節技で勝敗が決することは稀である。さらに、小学生に対して厳しい技を仕掛けた場合、観客席からブーイングが出ることがある。このブーイングに相手レスラーが対応している間に技を脱した小学生レスラーが反撃する姿もしばしば見られる。

### 反則、流血、場外について
小学生ということによる現場の配慮もあり、国内の興行で小学生レスラーが流血行為はない。また、学業に支障が出るようなその他の大怪我も現在のところはない。そのため通常、デスマッチやハードコアマッチに駆り出されることもない。
2010年1月23日のアイスリボンで、りほが小学生レスラー初のハードコアマッチに挑戦しているが、凶器は流血を伴わない、比較的ソフトな物を使用している。
ラム会長の水鉄砲のような、小学生レスラーのある程度の反則行為は黙認されているようである。彼女達が所属する団体は、場外戦はあるが、小学生レスラーが場外戦に巻き込まれたことはない。凶器攻撃も、パイプ椅子や机に叩き付けられるといったこともない。しかし、だからといって反則が全くないわけではなく、髪を掴む・コスチュームを掴むといった反則はなされている。
その他、浣腸、股間攻撃、恥ずかし固めといった、いわゆるセクハラ技も、小学生レスラーに対して掛けられたことはない。それ以外は、特に普通のレスラーと違う扱いを受けることはない。

## 各選手のコスチューム
我闘姑娘とアイスリボンで、様々なコスチュームを着ている。
- 聖菜 : 青いノースリーブに膝上丈の白パンツ。白パンツのすそ部分にはレースの飾りがある。
- 里歩 : 赤のタンクトップに赤いスカート。中にはスパッツを穿いている。
- ホノ : 黒いタンクトップにショートパンツ。
- みなみ飛香 : 黄緑色のタンクトップに黒いパンツ。